# Carmelo Camet
Carmelo Félix Camet (29 de outubro de 1904 – 22 de julho de 2007) foi um esgrimista argentino, que participou dos Jogos Olímpicos de Verão de 1928, sob a bandeira da Argentina.